# 朱久虎
朱久虎（1966年—），甘肃省靖远县人，中华人民共和国律师。
1989年毕业于北京师范大学哲学系，1998年取得律师资格，2000年获得中国政法大学法学硕士研究生学位。先后在莫少平律师事务所，北京博景鸿律师事务所、北京杰通律师事务所作律师。经办过湖南邵阳民办教师转正案、孙大午案等，2005年5月在办理陕北油田案时和另八位民营油田业主被陕西靖边县公安机关以涉嫌“聚众扰乱社会秩序”和“非法集会”罪刑事拘留，后被正式逮捕。